# Dicranota fumicostata
Dicranota (Amalopina) fumicostata là một loài ruồi trong họ Pediciidae. Loài này phân bố ở het Palearctisch en Oriëntaals gebied.